# 박노희

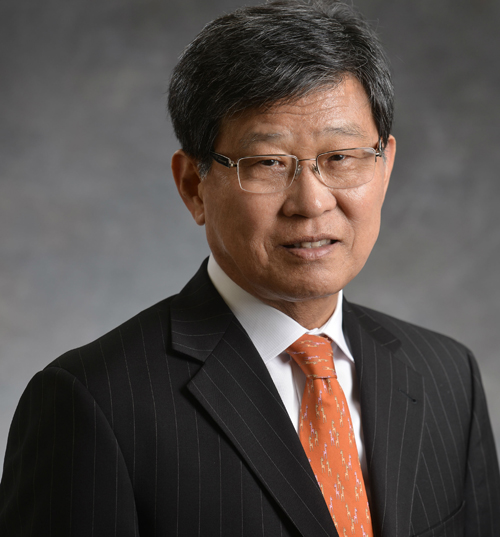

박노희(朴鲁喜 1944년 충청북도 단양군 출생 ~ ) 캘리포니아 대학교 로스앤젤레스 석학교수, 치의학자

## 학력
- 1968.02.28   서울대학교 치의학 학사
- 1978.06.10   Ph.D. 조지아 대학교
- 1982.06.10   D.M.D. 하버드 대학교 대학원 치의학 박사

## 주요경력
- 2006.07 ∼ 현재 Distinguished Professor(석학교수), Division of Constitutive & Regenerative Sciences, 캘리포니아 대학교 로스앤젤레스 치과대학
- 2006.07 ∼ 현재 Distinguished Professor(석학교수), Department of Medicine (Division of Hematology & Oncology), David Geffen School of Medicine at UCLA
- 2016.07 ∼ 현재 Dean Emeritus(명예학장), 캘리포니아 대학교 로스앤젤레스 치과대학

## 생애 및 업적
치과의학자로, 캘리포니아 대학교 로스앤젤레스 치과대학을 비롯해, 한국, 중국, 일본, 세르비아 등 다양한 국가의 치과대학 연구 발전과 개혁에 힘썼다.
1984년에 UCLA 치과대학 교수로 초빙된 후 1995년부터 2002년 6월까지 치의학 연구소 수장으로 치의학 분야 융합연구에 몸담았으며, 1997년 UCLA 치과대학의 연구부학장을 역임하며 치과대학의 생명의학 연구 및 융합연구를 총 지휘했다. 이후 1998년부터 2016년 6월까지 총 18년간 UCLA 치과대학 학장으로 연 9천만 달러의 예산 운영과 대학의 교육, 연구, 환자 진료 및 공공서비스를 총괄하고, 400명의 전일제 및 시간제 교수, 450명의 치과대학 학생, 91명의 치과 레지던트들과 300명의 직원을 이끌며, 대학을 재정비했다. UCLA 치과대학 최근 50년 이내 가장 오랜 기간 학장을 역임했고, 동시에 UCLA 100년 역사 중 두 번째로 최장 기간 학장을 역임했다.
치의과학 연구자로서 구강 및 악안면 연구분야에서 끊임없는 아이디어 도출과 연구를 향한 집념으로 173개의 SCI급 실험논문과 11개의 review article, 10개의 chapter를 편찬했으며 206개의 초록을 미국 내 뿐만 아니라 국제학회에서 발표했다. 연구 초기에는 항바이러스제의 작용기전을 탐색하고 그것의 약물효과 연구에 널리 사용가능한 동물모델 개발에 주력했다.
이후에는 구강암에 대한 연구에 주력했는데, 구강 및 두경부암의 다단계적 종양발생기, 구강암 특이성을 가지는 암세포주를 확립하고, 유전자의 불안정성이 미치는 발암기전 연구, 줄기세포 및 암 줄기세포 연구를 위해 사람유래 각질세포를 이용한 세포 노화 모델을 확립했다.
최근에는 UCLA 치과대학 교수진으로 구성된 구강생물학 및 바이러스학 연구팀을 이끌며, 구강암의 발생기전에 대한 연구를 수행하고 있으며 실제적으로 임상치료 및 시술과정에서 드러나는 환자들의 고통과 증상을 기초 연구에 대입하여 이를 해결하고자 조직공학적인 연구도 함께 진행하고 있다.
주된 연구분야인 노화와 관련된 만성염증반응, 암을 포함한 만성질환연구, 치주질환과 만성질환과의 연계성에 관한 연구도 꾸준히 이어가고 있다.
학문적인 성과 외에도 서울대학교(한국) 교환교수, 경희대학교(한국) 석좌교수, 시추안대(중국) 명예교수, 베이징 대학(중국) 초빙교수, 메이카이대(일본) 교환교수를 역임헸고, 연구 중심의 치의학 및 의생명과학으로의 변화와 관련된 강연을 진행해왔다.

## 상훈
- 2001        국제치과연구학회 최우수 과학자상, 일본 메이카이대 아사히대 명예박사학위
- 2007.10.15 하버드 대학교 치과대학 졸업 25주년 특별상, 제 17회 자랑스러운 서울대인
- 2010         미국치과교육협회 세계적인 치과교육자상(GIES Award), Medical College of Georgia 대학원 자랑스러운 동문상
- 2012.10.23  AAAS Fellow (American Association for Advancement of Science Fellow : Awarded for distinguished contributions to the field of oral cancer and dental education, particularly for oral carcinogenesis, viral infection and cell aging)

## 참고 문헌
- 대한민국과학기술유공자 홈페이지[깨진 링크(과거 내용 찾기)]